# Envoûtement
L'envoûtement (du latin vultus, « visage, effigie, figure ») désigne un ensemble de pratiques paranormales visant à faire subir des piqûres ou des coups à des figures (de cire, par exemple) représentant une personne qui serait ainsi atteinte par ces mauvais traitements ou par le biais de philtres et autres rituels pour modifier son comportement. La victime désignée est alors dite « envoûtée ». Le terme renvoie également à la notion d'emprise ou de séduction.

## L'envoûtement dans différents courants religieux

### Vaudou
Contrairement aux croyances répandues, les poupées n'apparaissent pas en tant que telles dans le vaudou. Les fidèles offrent des poupées sur les autels d'Erzulie mais ne visent pas à ensorceler. Les wangas ou ouangas, permettent en revanche de jeter des sorts (maladie, échec, rupture amoureuse, etc.). Plutôt que des poupées, ce sont en réalité des paquets ficelés rassemblant plusieurs ingrédients.

### Sorcellerie occidentale

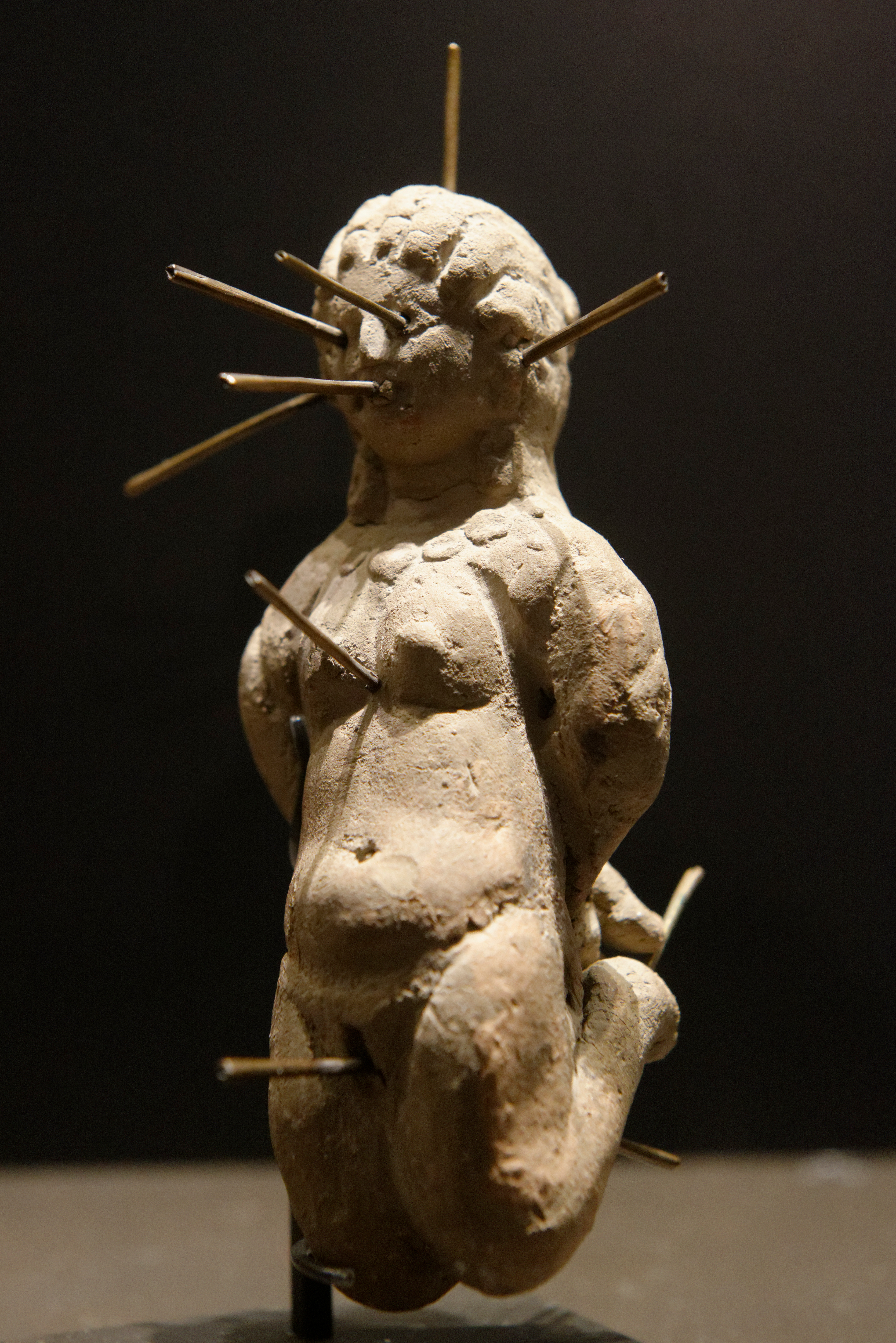
Figurine d'envoûtement représentant une femme nue agenouillée et attachée, percée de treize épingles. Découvert dans un vase en terre cuite contenant également une tablette en plomb portant une défixion. Argile et bronze, IVe siècle ap. J.-C., musée du Louvre

Dans la sorcellerie occidentale, la poupée (souvent de cire, parfois de bois ou de chiffons) qui sert à jeter des sorts est appelée dagyde (du grec dagos, poupée). On en trouve des exemples au moins depuis le XIIIe siècle en Europe. Déjà dans Les Métamorphoses d'Apulée (IIe siècle), la sorcière Pamphile envoie sa servante Photis recueillir des cheveux pour jeter des sorts aux personnes dont ils proviennent.
La poupée représente une personne, et les actions sur la poupée sont supposées avoir des effets sur la personne à travers la poupée. Elle est censée contenir un élément de la personne à envoûter (cheveux, bouts de peau, rognures d'ongle…), son nom sur un morceau de papier, ou une image (photographie). La poupée est parfois consacrée suivant des rites divers. Dans les pratiques de magie noire, la poupée est piquée d'aiguilles, coupée ou brûlée à certains endroits. La personne visée est censée souffrir aux endroits où la poupée a été atteinte.
L'envoûtement de plusieurs archéologues ayant profané le Temple du Soleil des Incas est un des thèmes des aventures de Tintin (dans Les Sept Boules de Cristal et le Temple du Soleil).

## L'envoûtement dans la perspective psychiatrique
Dans certains pays, l'envoûtement est le premier diagnostic des populations quand une personne souffre de troubles inconnus. Elles se réfèrent à la médecine traditionnelle avant d'envisager une consultation médicale dite conventionnelle. Le phénomène est appelé « syndrome d'influence » et donne l'impression au sujet qu'il est exproprié de lui-même. Il est analysé comme une catatonie avec des processus hérités de l'animal et combinés à des structures psychiques plus récentes.

## Un exemple
Le journal Le Télégramme de Brest et de l'Ouest du 6 janvier 1951 raconte qu'un couple de paysans de La Trinité-Langonnet se disent envoûtés : tous les soirs à minuit « ils se tordent de souffrance sur leur lit tandis que la porte de la maison se promène dans la cour  ». Tous les habitants des environs sont persuadés qu'un mauvais sort s'acharne sur ces agriculteurs, dont le cheptel a été décimé, les récoltes ruinées... Le fermier dit bien connaître ceux qui les ont envoûtés : « quand je croise l'un d'eux, il porte aussitôt la main soit à la tête, à l'épaule ou à la poitrine. Au même instant, je ressens à l'endroit correspondant de mon corps une douleur vive comme si l'on me frappait d'un coup de couteau »